# 永田宽
永田宽（日语：／ Nagata Hiroshi，1907年8月30日—1961年8月4日），生于广岛县，日本前男子曲棍球运动员。他曾代表日本国家队参加1932年夏季奥林匹克运动会曲棍球比赛，获得一枚银牌。